# 丹尼·希堅保咸
丹尼爾·約翰·"丹尼"·希堅保咸（英語：Daniel John "Danny" Higginbotham，1978年12月29日—） 出生於大曼徹斯特曼徹斯特市，是一名英格蘭職業足球員，司職後衛，現時效力英格蘭足球議會全國聯賽球會車士打。
希堅保咸出身家鄉球隊曼聯，在奧脫福上陣7場，曾被外借到比利時的皇家安特衛普。其後加盟打比郡以爭取更多上陣機會。三年後當打比郡在英超降班後提出轉會要求，2003年2月修咸頓以150萬英鎊代價收購希堅保咸，並協助這支南岸球隊晉級2002/03年英格蘭足總盃決賽，但修咸頓不幸於2005年亦需降班，希堅保咸拒絕續約而被掛牌出售。
2006年8月他以22萬5,000英鎊加盟同屬英冠的史篤城，於米高·杜貝利在2007年1月離隊後出任球隊隊長。隨著史篤城僅差一點錯失升班附加賽席位，希堅保咸再次提出轉會要求，如願轉投英超的新特蘭，但在光明球場僅逗留一季後，他便於2008年重返史篤城。

## 生平

### 球會
曼聯
希堅保咸出身曼聯青訓系統，於未能躋身一隊而獲外借到皇家安特衛普汲取上陣經驗，期間於比乙附加賽因襲擊球證而一度被判罰停賽一年，其後獲比利時法庭減刑至4個月。
打比郡
為求爭取更多上陣機會，希堅保咸於2000年夏季毅然以200萬英鎊身價轉投打比郡，對一名僅在頂級聯賽上陣4場的青年球員而言，其轉會費實屬天價，而他離隊的決定亦獲得當時穩佔曼聯左閘正選的丹尼斯·埃尔文的支持。希堅保咸於8月19日首次披上打比郡戰衣，於英超主場2-2賽和修咸頓，於2000/01年球季最終成功護級，距離降班區域僅差一位。但翌季打比郡成績持續不振，季內三易主帥，吉姆·史密斯（Jim Smith）於10月辭任，由助理領隊哥連·鐸（Colin Todd）接任，最終由約翰·格哥利（John Gregory）收拾殘局，雖然希堅保咸獲選打比郡「年度球迷先生」（fans' Player of the Year Award），球隊於球季結束以第19位成績降班英甲〈第二級〉。普遍認為如打比郡未能即時重返英超，希堅保咸將會離隊；2003年1月打比郡仍只能在英甲中下游掙扎，希堅保咸以借用身份加盟修咸頓，其後於2月正式轉會。希堅保咸合共為打比郡上陣86場及射入3球。
修咸頓
2003年2月13日轉會窗關閉前希堅保咸以150萬英鎊正式加盟修咸頓，他在2002/03年球季修咸頓晉級英格蘭足總盃進程一直有上陣，但在對阿仙奴的決賽被置於後備席，沒有獲派上陣。在修咸頓效力兩年半後，希堅保咸拒絕球會提供的兩年新約，並要求掛牌出售。
史篤城
2006年8月3日希堅保咸加盟史篤城，簽約三年，初步轉會費僅為22萬5,000英鎊，不久便奠定正選席位，雖然間中客串擔任左閘，但主要仍出任其慣常的中堅位置。2007年2月於米高·杜貝利轉投雷丁後，希堅保咸獲委任為隊長。
新特蘭
2007年8月28日史篤城在希堅保咸提出轉要求後宣佈接納新特蘭的收購出價，翌日希堅保咸與新特蘭簽訂四年合約，初步轉會費為250萬英鎊，按出場次數可提升至300萬英鎊。僅效力一季後，希堅保咸於2008年夏季轉會窗關閉前重返剛升班英超的史篤城。
重返史篤城
2008年9月1日希堅保咸重投舊東家史篤城，轉會費沒有透露，簽約三年。希堅保咸是領隊東尼·佩利斯的首選左閘，回歸首季上陣28場，成功為英超新丁史篤城護級，但他因背傷缺席球季最後5場賽事。2009/10年球季史篤城購入丹尼·哥連斯，兩人輪換上陣，而希堅保咸偶爾亦會擔任中堅角色。
2010年10月希堅保咸與史篤城續約12個月，留隊直至2013年，他表示希望在史篤城踢至退役。10月24日對母會曼聯是其足球生涯第200場一隊賽事。
2012年1月31日希堅保咸被借用到英冠球會諾定咸森林直至球季結束。2012年9月22日希堅保咸再被外借，加盟另一支英冠球隊葉士域治，初步為期1個月，其後獲延長3個月至翌年1月。
錫菲聯
2013年1月1日，希堅保咸免費轉投英甲球會錫菲聯，合約為期六個月，另有條款表示如於六個月內能上陣於指定場數，合約會自動延長多一年。簽約後隨即於元旦披甲出戰唐卡士打。
車士打
2013年8月29日，希堅保咸加盟英格蘭足球議會全國聯賽球會車士打，合約為期一年。

## 榮譽
曼聯
- 洲際盃冠軍：1999年；

修咸頓
- 英格蘭足總盃亞軍：2003年；

## 外部連結
- Danny Higginbotham profile at stokecityfc.com
- 足球数据库：丹尼·希堅保咸的球员统计数据